# Askegrå rensdyrlav
Askegrå rensdyrlav (Cladonia rangiferina) er en art lav i slægten (Cladonia). Den er almindelig i Danmark og resten af Europa, hvor den forekommer på fattig bund, f.eks. i moser, på heder og skove på mager jord. Her kan den danne store tæppeagtige bestande. Det rigt forgrenede, opstigende, 5-10 cm høje, næsten buskagtige løv, danner rigt forgrenede, hvidlige til askegrå buskagtige "planter". 
I bjergene i Skandinavien og Rusland er den et vigtigt forder for rensdyrene. I ældre tid blev den brug til opspædning af mel i perioder med underskud af fødevarer. Den kan også anvendes til fremstilling af brændevin.
| Svampe | Spire Denne artikel om svampe er en spire som bør udbygges. Du er velkommen til at hjælpe Wikipedia ved at udvide den. |